# Llista d'ocells de Jamaica
Aquesta llista d'ocells de Jamaica inclou totes les espècies d'ocells trobats a Jamaica: 324, de les quals 28 en són endemismes, 12 es troben globalment amenaçades d'extinció i 15 hi foren introduïdes.
Els ocells s'ordenen per famílies i espècies:

## Podicipedidae
- Tachybaptus dominicus
- Podilymbus podiceps

## Procellariidae
- Pterodroma hasitata
- Puffinus griseus
- Puffinus assimilis
- Puffinus lherminieri

## Hydrobatidae
- Oceanites oceanicus
- Oceanodroma leucorhoa

## Phaethontidae
- Phaethon aethereus
- Phaethon lepturus

## Pelecanidae
- Pelecanus erythrorhynchos
- Pelecanus occidentalis

## Sulidae
- Sula dactylatra
- Sula sula
- Sula leucogaster

## Phalacrocoracidae
- Phalacrocorax auritus
- Phalacrocorax brasilianus

## Anhingidae
- Anhinga anhinga

## Fregatidae
- Fregata magnificens

## Ardeidae
- Ardea herodias
- Ardea alba
- Egretta rufescens
- Egretta tricolor
- Egretta caerulea
- Egretta thula
- Bubulcus ibis
- Butorides virescens
- Nycticorax nycticorax
- Nyctanassa violacea
- Ixobrychus exilis
- Botaurus lentiginosus

## Ciconiidae
- Mycteria americana

## Threskiornithidae
- Eudocimus albus
- Eudocimus ruber
- Plegadis falcinellus
- Platalea ajaja

## Phoenicopteridae
- Phoenicopterus ruber

## Anatidae
- Dendrocygna bicolor
- Dendrocygna arborea
- Dendrocygna autumnalis
- Chen caerulescens
- Branta canadensis
- Neochen jubata
- Aix sponsa
- Anas americana
- Anas strepera
- Anas carolinensis
- Anas platyrhynchos
- Anas acuta
- Anas bahamensis
- Anas discors
- Anas cyanoptera
- Anas clypeata
- Aythya valisineria
- Aythya americana
- Aythya collaris
- Aythya marila
- Aythya affinis
- Bucephala albeola
- Nomonyx dominica
- Oxyura jamaicensis

## Cathartidae
- Coragyps atratus
- Cathartes aura

## Pandionidae
- Pandion haliaetus

## Accipitridae
- Elanoides forficatus
- Rostrhamus sociabilis
- Ictinia mississippiensis
- Circus cyaneus
- Accipiter striatus
- Buteo platypterus
- Buteo jamaicensis

## Falconidae
- Caracara cheriway
- Caracara plancus
- Falco sparverius
- Falco columbarius
- Falco peregrinus

## Odontophoridae
- Colinus virginianus

## Numididae
- Numida meleagris

## Aramidae
- Aramus guarauna

## Rallidae
- Laterallus jamaicensis
- Rallus longirostris
- Rallus elegans
- Amaurolimnas concolor
- Porzana carolina
- Porzana flaviventer
- Pardirallus maculatus
- Porphyrio martinica
- Gallinula chloropus
- Fulica americana
- Fulica caribaea

## Jacanidae
- Jacana spinosa

## Haematopodidae
- Haematopus palliatus

## Recurvirostridae
- Himantopus mexicanus
- Recurvirostra americana

## Charadriidae
- Pluvialis dominica
- Pluvialis squatarola
- Charadrius semipalmatus
- Charadrius wilsonia
- Charadrius vociferus
- Charadrius melodus
- Charadrius alexandrinus

## Scolopacidae
- Gallinago delicata
- Limnodromus griseus
- Limnodromus scolopaceus
- Limosa fedoa
- Numenius phaeopus
- Numenius americanus
- Bartramia longicauda
- Tringa melanoleuca
- Tringa flavipes
- Tringa solitaria
- Actitis macularia
- Catoptrophorus semipalmatus
- Arenaria interpres
- Calidris canutus
- Calidris alba
- Calidris pusilla
- Calidris mauri
- Calidris minutilla
- Calidris fuscicollis
- Calidris melanotos
- Calidris alpina
- Calidris himantopus
- Tryngites subruficollis
- Philomachus pugnax
- Phalaropus tricolor
- Phalaropus lobatus

## Stercorariidae
- Stercorarius pomarinus
- Stercorarius parasiticus
- Stercorarius longicaudus

## Laridae
- Larus delawarensis
- Larus smithsonianus
- Larus philadelphia
- Larus atricilla
- Rissa tridactyla

## Sternidae
- Sterna nilotica
- Sterna caspia
- Sterna sandvicensis
- Sterna maxima
- Sterna dougallii
- Sterna hirundo
- Sterna forsteri
- Sterna antillarum
- Sterna anaethetus
- Sterna fuscata
- Chlidonias niger
- Anous stolidus

## Rynchopidae
- Rynchops niger

## Columbidae
- Columba livia
- Patagioenas leucocephala
- Patagioenas squamosa
- Patagioenas caribaea
- Patagioenas inornata
- Streptopelia turtur
- Streptopelia roseogrisea
- Zenaida macroura
- Zenaida aurita
- Zenaida asiatica
- Columbina passerina
- Leptotila jamaicensis
- Geotrygon versicolor
- Geotrygon montana
- Starnoenas cyanocephala

## Psittacidae
- Aratinga nana
- Forpus passerinus
- Amazona collaria
- Amazona agilis

## Cuculidae
- Coccyzus erythropthalmus
- Coccyzus americanus
- Coccyzus minor
- Saurothera vetula
- Hyetornis pluvialis
- Crotophaga ani

## Tytonidae
- Tyto alba

## Strigidae
- Pseudoscops grammicus

## Nyctibiidae
- Nyctibius jamaicensis

## Caprimulgidae
- Chordeiles minor
- Chordeiles gundlachii
- Caprimulgus carolinensis
- Caprimulgus vociferus

## Apodidae
- Cypseloides niger
- Streptoprocne zonaris
- Chaetura pelagica
- Tachornis phoenicobia

## Trochilidae
- Anthracothorax mango
- Trochilus polytmus
- Trochilus scitulus
- Mellisuga minima
- Archilochus colubris

## Alcedinidae
- Ceryle alcyon

## Todidae
- Todus todus

## Picidae
- Melanerpes radiolatus
- Sphyrapicus varius
- Colaptes fernandinae

## Tyrannidae
- Myiopagis cotta
- Elaenia fallax
- Contopus sordidulus
- Contopus virens
- Contopus pallidus
- Empidonax traillii
- Myiarchus barbirostris
- Myiarchus tuberculifer
- Myiarchus validus
- Myiarchus stolidus
- Tyrannus tyrannus
- Tyrannus dominicensis
- Tyrannus caudifasciatus
- Tyrannus savana
- Pachyramphus niger

## Alaudidae
- Alauda arvensis

## Hirundinidae
- Progne subis
- Progne dominicensis
- Tachycineta bicolor
- Tachycineta euchrysea
- Stelgidopteryx serripennis
- Riparia riparia
- Petrochelidon pyrrhonota
- Petrochelidon fulva
- Hirundo rustica

## Motacillidae
- Anthus rubescens

## Regulidae
- Regulus calendula

## Bombycillidae
- Bombycilla cedrorum

## Mimidae
- Dumetella carolinensis
- Mimus gundlachii
- Mimus polyglottos
- Margarops fuscatus

## Turdidae
- Myadestes genibarbis
- Catharus fuscescens
- Catharus minimus
- Catharus bicknelli
- Catharus ustulatus
- Hylocichla mustelina
- Turdus plumbeus
- Turdus jamaicensis
- Turdus migratorius
- Turdus aurantius

## Corvidae
- Pica hudsonia
- Corvus jamaicensis

## Sturnidae
- Acridotheres tristis
- Sturnus vulgaris

## Ploceidae
- Euplectes afer
- Euplectes franciscanus
- Euplectes orix

## Estrildidae
- Lonchura punctulata
- Lonchura malacca

## Vireonidae
- Vireo griseus
- Vireo modestus
- Vireo osburni
- Vireo flavifrons
- Vireo solitarius
- Vireo gilvus
- Vireo philadelphicus
- Vireo olivaceus
- Vireo altiloquus

## Parulidae
- Vermivora pinus
- Vermivora chrysoptera
- Vermivora peregrina
- Vermivora celata
- Vermivora ruficapilla
- Parula americana
- Dendroica petechia
- Dendroica pensylvanica
- Dendroica magnolia
- Dendroica tigrina
- Dendroica caerulescens
- Dendroica coronata
- Dendroica virens
- Dendroica fusca
- Dendroica dominica
- Dendroica pinus
- Dendroica discolor
- Dendroica palmarum
- Dendroica castanea
- Dendroica striata
- Dendroica cerulea
- Dendroica pharetra
- Mniotilta varia
- Setophaga ruticilla
- Protonotaria citrea
- Helmitheros vermivorus
- Limnothlypis swainsonii
- Seiurus aurocapilla
- Seiurus noveboracensis
- Seiurus motacilla
- Oporornis formosus
- Oporornis agilis
- Oporornis philadelphia
- Geothlypis trichas
- Wilsonia citrina
- Wilsonia pusilla
- Wilsonia canadensis
- Icteria virens

## Coerebidae
- Coereba flaveola

## Thraupidae
- Piranga olivacea
- Piranga rubra
- Spindalis nigricephala
- Euphonia jamaica
- Cyanerpes cyaneus

## Emberizidae
- Tiaris olivacea
- Tiaris bicolor
- Loxipasser anoxanthus
- Euneornis campestris
- Loxigilla violacea
- Sicalis flaveola
- Chondestes grammacus
- Ammodramus savannarum
- Melospiza lincolnii
- Zonotrichia leucophrys
- Junco hyemalis

## Cardinalidae
- Pheucticus ludovicianus
- Passerina caerulea
- Passerina cyanea
- Passerina ciris
- Spiza americana

## Icteridae
- Dolichonyx oryzivorus
- Nesopsar nigerrimus
- Quiscalus niger
- Molothrus bonariensis
- Icterus leucopteryx
- Icterus icterus
- Icterus galbula
- Icterus spurius

## Fringillidae
- Loxia leucoptera

## Passeridae
- Passer domesticus[1]